# Задри
Задри (пол. Zadry, нім. Jacobshausen) — село в Польщі, у гміні Мястко Битівського повіту Поморського воєводства.
Населення — 55 осіб (2011).
У 1975-1998 роках село належало до Слупського воєводства.

## Демографія
Демографічна структура станом на 31 березня 2011 року:
|          | Загалом | Допрацездатний вік | Працездатний вік | Постпрацездатний вік |
| -------- | ------- | ------------------ | ---------------- | -------------------- |
| Чоловіки | 32      | 14                 | 16               | 2                    |
| Жінки    | 23      | 4                  | 15               | 4                    |
| Разом    | 55      | 18                 | 31               | 6                    |